# Coluber constrictor
Coluber constrictor är en ormart som beskrevs av Carl von Linné 1758. Coluber constrictor ingår i släktet Coluber och familjen snokar. IUCN kategoriserar arten globalt som livskraftig.
Arten förekommer i Nord- och Centralamerika från södra Kanada till Belize och norra Guatemala. Honor lägger ägg.

## Underarter
Arten delas in i följande underarter:
- C. c. anthicus
- C. c. constrictor
- C. c. etheridgei
- C. c. flaviventris
- C. c. foxii
- C. c. helvigularis
- C. c. latrunculus
- C. c. oaxaca
- C. c. paludicola
- C. c. priapus